# Spirontocaris spinus
Spirontocaris spinus is een garnalensoort uit de familie van de Hippolytidae. De wetenschappelijke naam van de soort is voor het eerst geldig gepubliceerd in 1805 door Sowerby.